# Géobiologie (science)
Ne doit pas être confondu avec Géobiologie (pseudoscience).
 (mai 2012).
Si vous disposez d'ouvrages ou d'articles de référence ou si vous connaissez des sites web de qualité traitant du thème abordé ici, merci de compléter l'article en donnant les références utiles à sa vérifiabilité et en les liant à la section « Notes et références ».
La géobiologie est un champ interdisciplinaire de recherche scientifique qui explore les interactions entre la biosphère et la lithosphère et/ou l'atmosphère. Elle permet une étude des interactions entre les êtres vivants. Par exemple, elle permet de replacer nos ancêtres dans leur milieu naturel et de décrire les interactions qu'ils avaient avec ce milieu.
Un moyen privilégié de construire cette connaissance est la réalisation de fouilles paléontologiques. Le recueil de pollen, d'ossements, ou de déjections d'animaux, permet après datation, d'établir des statistiques sur les espèces trouvées.
Mises en regard des informations connues sur les espèces contemporaines similaires, ou occupant une niche écologique similaire, ces données, telles que la consommation alimentaire, la densité de population pour un milieu donné, etc., permettent de reconstituer une écologie du passé (écologie, au sens de science des rapports des êtres vivants entre eux et avec leur milieu).

## Définition
La géobiologie est généralement définie comme étant un champ interdisciplinaire de recherche scientifique qui explore les interactions entre la biosphère et la lithosphère et/ou l'atmosphère.
Les spécialistes de nombreux domaines sont impliqués dans la recherche géobiologique, y compris, mais sans s'y limiter, des disciplines telles que la paléontologie, la paléobiologie, la microbiologie, la minéralogie, la biochimie, la sédimentologie, la génétique, la physiologie, la géochimie (organique et inorganique), et les sciences de l'atmosphère. Une sous-discipline majeure de la géobiologie est la géomicrobiologie, un domaine d'étude qui se concentre sur l'étude des interactions entre les microbes et les minéraux. Un autre domaine connexe de la recherche est l'astrobiologie (ou exobiologie), un domaine interdisciplinaire qui utilise une combinaison de données scientifiques géobiologiques et planétaires pour établir un contexte pour la recherche de la vie sur d'autres planètes.
L'étude met également l'accent sur les interactions biosphère / géosphère / atmosphère à travers l'histoire de la Terre telle qu'elle est conservée dans les roches sédimentaires. Un exemple d'une telle interaction est l'introduction du dioxygène dans l'atmosphère au cours de l'ère archéenne par des bactéries photosynthétiques. Cette oxygénation de l'atmosphère de la Terre primordiale (appelée la catastrophe de l'oxygène, une catastrophe écologique appelée aussi Grande Oxydation) peut avoir entraîné la précipitation de formations rocheuses ferrugineuses.
Un exemple de recherche géobiologique dans un contexte moderne est l'étude des bactéries qui «métabolisent» les métaux tels que le manganèse et l'uranium. Ces micro-organismes utilisent les métaux comme accepteurs d'électrons terminaux de la même manière que les animaux utilisent l'oxygène. Ces processus sont des outils prometteurs pour la biorestauration de l'environnement.

## Démarcation
Il existe une démarcation à propos du terme géobiologie :
- dans les sciences, la géobiologie est un domaine interdisciplinaire de la recherche scientifique ;
- dans les croyances de l'ésotérisme, la géobiologie est un homonyme qui désigne une pseudoscience dérivée de la radiesthésie et du feng shui, entretenant à dessein la confusion avec une discipline scientifique.